# راشد حمد العدواني
راشد حمّاد العُدْواني هو دبلوماسي كويتي، يشغل منصب سفير دولة الكويت لدى روسيا الاتحادية منذ 5 ديسمبر 2023، بعد تقديم أوراق اعتماده إلى الرئيس الروسي فلاديمير بوتين.

## الحياة المهنية
سبق لراشد ومن خلال مسيرته الدبلوماسية أن شغل منصب سفير دولة الكويت في أوكرانيا، حيث التقى بوزير خارجية أوكرانيا، وشاركه رسالة بلاده بشأن تعزيز التعاون وحلّ الأزمات الإقليمية والدولية.